# Погорелово (Сосновский сельсовет, Вологодский район)
Погорелово — село в Вологодском районе Вологодской области.
Входит в состав Сосновского сельского поселения, с точки зрения административно-территориального деления — в Сосновский сельсовет.
Расстояние по автодороге до районного центра Вологды — 29,5 км, до центра муниципального образования Сосновки — 10 км. Ближайшие населённые пункты — Левино, Лантьево, Степаново.
По переписи 2002 года население — 609 человек (265 мужчин, 344 женщины). Преобладающая национальность — русские (99 %).